# Molovin
Molovin es un pueblo ubicado en la municipalidad de Šid, en el distrito de Sirmia, Serbia.

## Superficie
Posee una superficie de 11,49 kilómetros cuadrados.

## Demografía
Hasta 2011 la población era de 195 habitantes, con una densidad de población de 16,97 habitantes por kilómetro cuadrado.